# Cirsium roseolum
Cirsium roseolum — вид квіткових рослин з родини айстрових (Asteraceae). Зростає в Україні та європейській частині рослини.

## Морфологічна характеристика
Багаторічник, вся рослина світло-зелена. Кореневище укорочене з численними шнуроподібними корінням. Стебло майже відсутнє або подовжене (1)5–38(60) см заввишки, борозенчасте, покрите кучерявими волосками, внизу фіолетове. Листя прикореневої розетки 16–46 см завдовжки, 3–9 см завширшки, безчерешкові; стеблові листки черешкові, 15–30 см завдовжки, 3–5 см завширшки; черешки колючезубчасті. Усі листки лінійно-ланцетні, перисто-надрізані чи майже розсічені на округло-яйцеподібні чи трикутні частки, на краю колюче-війчасті. Пластинка листа з обох боків гола, лише по середній жилці слабо запушена багатоклітинними волосками, або з обох боків розсіяно запушена. Кошики скучені на верхівці стебла по 5–12, довгасто-яйцеподібні, 2.5–3.5 см завдовжки, 1.5–2.5(3) см шириною і оточені вузько-ланцетним верхівковим листям. Віночок блідо-рожевий або майже білий, 2.9–3.1 см завдовжки, в розширеній частині вище половини п'ятироздільний, його трубочка 1.6–1.8 см завдовжки. Чубчик 2.7–3 см завдовжки. Насіння 5 × 2 мм, неясно чотиригранне, світло-сіре з чорними поздовжніми рисочками.